# Lepidochitona severianoi
Lepidochitona severianoi är en blötdjursart som beskrevs av Carmona Zalvide och Mauricio Garcia 2000. Lepidochitona severianoi ingår i släktet Lepidochitona och familjen Ischnochitonidae. Inga underarter finns listade i Catalogue of Life.